# Marion Dufresne (Schiff, 1972)
Die Marion Dufresne war ein französisches Forschungs- und Versorgungsschiff. Sie war nach dem französischen Entdecker Marc-Joseph Marion du Fresne (1727–1772) benannt und diente der Versorgung der französischen Süd- und Antarktisgebiete (TAAF) sowie der Meeresforschung. Sie ersetzte 1973 den vorherigen Versorger Gallieni und wurde 1995 durch ein gleichnamiges Schiff mit gleicher Funktion ersetzt.
Das Schiff wurde von CMA CGM betrieben und diente im Auftrag der TAAF der Versorgung der Stationen auf den Inseln Kerguelen, Crozet, Amsterdam und den Îles Éparses. Zusätzlich stand es in der restlichen Zeit als Forschungsschiff zur Verfügung. Die Marion Dufresne war auf der Insel Réunion stationiert.
Das Schiff wurde 1995 verkauft und unter maltesischer Flagge unter dem Namen Fres weiterbetrieben. Am 22. Juni 2004 wurde sie im indischen Alang auf Grund gesetzt und verschrottet.